# 立教女学院短期大学附属幼稚園天使園
立教女学院短期大学附属幼稚園天使園（りっきょうじょがくいんたんきだいがくふぞくようちえんてんしえん）は、東京都杉並区久我山に所在し、学校法人立教女学院が設置していた私立幼稚園。2018年度をもって閉園した。キリスト教聖公会を教義とする。

## 沿革
- 1970年 立教女学院短期大学附属愛児研究所天使園開園。
- 2002年 立教女学院短期大学幼児教育研究所天使園と改称。
- 2008年 立教女学院短期大学附属幼稚園天使園と改称。
- 2018年度 閉園。